# Sixtus Armin Thon
Pour les articles homonymes, voir Thon (homonymie).
Sixtus Armin Thon (Eisenach, 10 novembre 1817 — Weimar, 26 septembre 1901) est un peintre, aquafortiste et lithographe allemand.

## Biographie
Sixtus Armin Thon est originaire d'Eisenach. Il est le fils du minéralogiste, naturaliste et graveur Theodor Thon (de) (1792-1838). Il a étudié la peinture à l'Académie des beaux-arts de Leipzig à partir de 1837, puis à l'École princière de dessin de Weimar avec Friedrich Preller l'Ancien, avec lequel il a fait des voyages d'étude dans la Forêt de Thuringe, en Norvège et aux Pays-Bas.

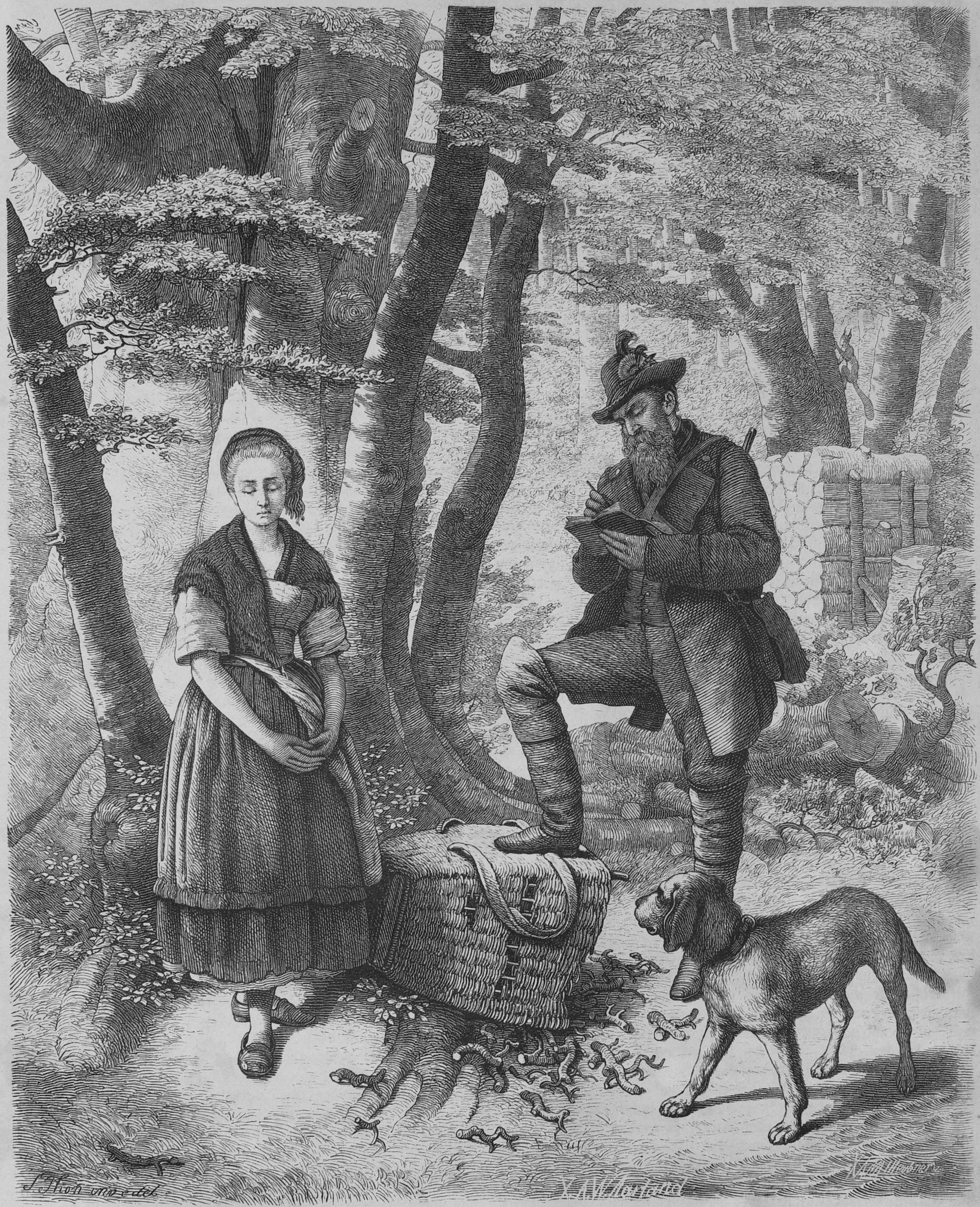
Die Waldbuße, dans l'hebdomadaire Die Gartenlaube, 1866.

Après avoir achevé ses études à Anvers, Thon a été engagé en 1861 comme professeur à l'École grand-ducale saxonne des arts de Weimar, ainsi plus tard qu'à la Sophienstift locale (une école pour jeunes filles créée par la princesse Sophie des Pays-Bas).
Il est principalement connu pour ses scènes de genre et ses paysages, mais il s'est également fait un nom comme aquafortiste et graveur. Dans les années 1850, il exploita aussi un atelier de photographie ; avec Adelbert Schenk, il fut ainsi l'un des pionniers de la photographie à Weimar.
Il est mort à Weimar en 1901, peu avant ses 84 ans.
Ses tableaux sont conservés notamment au musée municipal de Brunswick, en Basse-Saxe.